# Polyscias mackeei
Polyscias mackeei är en araliaväxtart som beskrevs av Lowry och G.M.Plunkett. Polyscias mackeei ingår i släktet Polyscias och familjen Araliaceae. Inga underarter finns listade.